# Животовський Олександр Миколайович
Олександр Миколайович Животовський (нар. 15 грудня 1977, м. Харків) — український економіст, голова Національної комісії, що здійснює державне регулювання у сфері зв'язку та інформатизації.

## Освіта
Освіта повна вища, 2001 р. — Київський національний економічний університет, спеціальність — «Фінанси».

## Трудова діяльність
Червень 1998 — березень 2003 — спеціаліст відділу досліджень представництва «Ладенбург Талманн Юкрейн ЛТД», м. Київ;
Квітень 2003 — листопад 2004 — директор з економіки Відкритого акціонерного товариства «Гостомельський склозавод», смт. Гостомель Київської області;
Листопад 2004 — вересень 2005 — інвестиційний аналітик дирекції по довгостроковому плануванню й корпоративному розвитку Товариства з обмеженою відповідальністю "Підприємство енергетичного постачання «Горенерго», м. Донецьк;
Березень 2006 — квітень 2007 — економіст відділу інвестиційно-банківської діяльності Товариства з обмеженою відповідальністю «Тройка Діалог Україна», м. Київ;
Травень 2007 — листопад 2012 — експерт відділу інвестиційних банківських послуг, начальник відділу інвестиційних банківських послуг управління корпоративних клієнтів, начальник відділу корпоративних фінансів Публічного акціонерного товариства «ІНГ Банк Україна», м. Київ;
Січень 2013 — липень 2014 — начальник відділу інвестиційної діяльності Товариства з обмеженою відповідальністю "Компанія з управління активами «Інвестиційний Капітал Україна», м. Київ;

## Державно-службова діяльність
З липня 2014 — голова Національної комісії‚ що здійснює державне регулювання у сфері зв'язку та інформатизації, м. Київ (Указ Президента України «Про призначення Голови та членів Національної комісії, що здійснює державне регулювання у сфері зв'язку та інформатизації» від 28 липня 2014 № 627/2014).